# Орбяска-де-Жос
Орбяска-де-Жос (рум. Orbeasca de Jos) — село у повіті Телеорман в Румунії. Адміністративний центр комуни Орбяска.
Село розташоване на відстані 70 км на південний захід від Бухареста, 17 км на північ від Александрії, 122 км на схід від Крайови.

## Населення
За даними перепису населення 2002 року у селі проживали 2584 особи, з них 2583 особи (> 99,9%) румунів. Усі жителі села рідною мовою назвали румунську.